# 光と血
光と血（ひかりとち）は、2017年に公開された日本の映画作品。
『オー!ファーザー』『7s』などを手掛けた、藤井道人監督がインディーズの原点に立ち返り描いた作品。当初は『無辜の血』というタイトルで制作が始った。無辜とは、“罪のない人”という意味
。
当初は2015年に公開予定だった。

## あらすじ
ありふれた日常がある事件を機に一変して物語が展開する。

## キャスト
- 世良優樹
- 打越梨子
- 裕樹
- 小林夏子
- 南部映次
- しいたけを
- 野沢ハモン
- 出原美佳
- 坂井裕美
- 前林恒平

## スタッフ
- 監督 - 藤井道人
- 脚本 - 小寺和久、藤井道人
- プロデューサー - アレクサンドル・バルトロ、久那斗ひろ、牛山裕樹、藤井道人
- 撮影 - 今村圭佑
- 録音 - 吉方淳二
- 音楽 - 堤祐介
- 助監督 - 山口健人、アベラヒデノブ
- メイク - marco
- 制作 - 田原イサヲ